# Norðurland eystra
Norðurland eystra (en català: Terra del Nord-est) és una de les 8 regions d'Islàndia. Ocupa una superfície de 21.968 i té 28.618 habitants (2007). La població més gran és Akureyri.
També hi ha les cascades de Goðafoss